# Astragalus porphyrophysa
Astragalus porphyrophysa là một loài thực vật có hoa trong họ Đậu. Loài này được Bornm. & Gauba miêu tả khoa học đầu tiên.